# Elías Bechara Zainúm
Elías Bechara Zainúm (Santa Cruz de Lorica, 10 de diciembre de 1920-Montería, 9 de agosto de 2013) fue un educador, filántropo y químico-bacteriólogo colombiano de ascendencia libanesa, fundador de la Universidad de Córdoba y la Universidad del Sinú, en Colombia.

## Biografía
Cursó estudios de Química Farmaceutica en la Universidad de Cartagena y se especializó en Bioquímica y Laboratorio en México y Texas.
A su regreso, ejerció su profesión en Barranquilla y se vinculó como docente en la Universidad del Atlántico, alternando el tiempo entre el laboratorio y la investigación. Patentó la fórmula retardada de la Penicilina (Pensolvox), adquirida por el Laboratorio Own de Colombia para su distribución.
Radicado en Montería, quiso contribuir con el desarrollo de la región aflorando su vocación de maestro y funda, en 1962, el Instituto Agrícola de Lorica, ITA.
En 1964 crea la primera Universidad en la región: la Universidad Nacional de Córdoba, de la cual fue fundador y dos veces Rector. Pero su capacidad de entrega y su espíritu altruista continúa y en 1965, crea en Montería el primer bachillerato nocturno departamental en la Costa Atlántica.
Apoya la apertura del INEM Lorenzo María Lleras, facilitando el terreno para su construcción. Así mismo apoya la creación del Colegio Cecilia de Lleras y la aprobación del Colegio Nacional José María Córdoba.
En 1974 funda la Corporación Educativa Superior de Córdoba (Cesco), que en 1980 se convierte en la Corporación Universitaria del Sinú y en el año 2004, mediante Resolución N° 4973 del Ministerio de Educación Nacional (MEN) obtiene el reconocimiento como Universidad, denominándose desde entonces Universidad del Sinú -Elías Bechara Zainúm-, Institución desde el año 2019 se encuentra Acreditada en Alta Calidad por parte del MEN (Ministerio de educación nacional).
El doctor Elías Bechara Zainúm se desempeñó cargos de orden local, regional y nacional, de importancia entre los que figuran: Alcalde de Montería, Senador de la República y concejal de los municipios de Montería, Cereté y Los Córdobas. Fue el primer presidente regional del SENA; primer Presidente de Mejoras Públicas; Presidente de la Asociación de Instituciones de Educación Superior de la Costa Atlántica; Presidente de la Junta del Hospital San Jerónimo de Montería; primer Presidente de la Asociación de Algodoneros de Córdoba; primer Presidente del Proyecto Urrá.

## Distinciones
- Orden del Libertador "Cruz de Boyacá", Presidencia de la República (2009).
- Orden José María Córdoba, Departamento de Córdoba.
- Orden Francisco de la Torre y Miranda, Municipio de Montería.
- Medalla al Mérito “Libardo López Gómez”, Asamblea Departamental de Córdoba.
- Placa de la Asociación de Instituciones de Educación Superior de la Costa Atlántica, ASIESCA.
- Placa de la Asociación Colombiana de Instituciones Universitarias Privadas, ACIUP.
- Orden de Boyacá, Grado Comendador Presidencia de la República.
- Medalla al Mérito Educativo, Gobernación de Córdoba.
- Placa de Reconocimiento, Asamblea Departamental.
- Medalla Bicentenaria Antonio de la Torre y Miranda.
- Medalla los Zenúes, Concejo de Montería.
- Escudo de la Policía Nacional, Policía Nacional.
- Reconocimiento y Exaltación, Universidad de Córdoba.
- Placa de Reconocimiento, ICETEX – Instituto Colombiano de Crédito Educativo en el Exterior.
- Placa de Reconocimiento, ASCUN – Asociación Colombiana de Universidades.
- Orden Académica Simón Bolívar, Universidad Simón Bolívar.
- Placa de Reconocimiento, ASIESCA – Asociación de Instituciones de Educación Superior del Caribe.
- Distinción TRICHECHUS MANATUS, C.V.S. – Corporación de los Valles del Sinú y San Jorge.
- Placa de Reconocimiento, Asociación de Municipios del Alto Sinú y San Jorge.
- Condecoración Simón Bolívar, Ministerio de Educación Nacional (2009).
- Orden de la Democracia del Congreso de la República, Cámara de Representantes (2009).
- Orden Congreso de la República en el grado "Gran Cruz de Oro" (1997).

Otras instituciones que han reconocido su labor: Instituto Colombiano para el Fomento de la Educación Superior, ICFES; Instituto Colombiano de Crédito Educativo y Estudios Técnicos en el Exterior, ICETEX; Rectoría Pontificia Universidad Javeriana; Gerencia General del Instituto Colombiano Agropecuario, I.C.A; Universidad Nacional de Córdoba; Alcaldía del municipio de Los Córdobas; Alcaldía de Santa Cruz de Lorica; Asociación de Maestros de Córdoba, ADEMACOR; Asociación de Periodistas de Córdoba, ASPECOR; Asociación de Directores de Núcleo Educativo de Córdoba, ADIMACOR; Departamento Administrativo de Seguridad, DAS; Departamento de Policía de Córdoba.
Busto al Fundador. La Universidad de Córdoba homenajeó al Doctor Elías Bechara Zainúm, develando el busto de su rector Fundador, ubicado en los jardines de esa Institución.
Murió el 10 de agosto de 2013 en Montería, de un paro cardiorrespiratorio.